# Kwestionariusz Fagerströma
Kwestionariusz Fagerströma (kwestionariusz uzależnienia od nikotyny według Fagerströma) – kwestionariusz pozwalający ocenić stopień uzależnienia od nikotyny na podstawie zebranego wywiadu.
Kwestionariusz składa się z 6 pytań. Maksymalna liczba punktów wynosi 10.

## Pytania kwestionariusza
- Jak szybko po przebudzeniu zapala Pan/Pani pierwszego papierosa?
  - do 5 minut - 3 punkty
  - 6 - 30 minut - 2
  - 31 - 60 - 1
  - powyżej 60 minut - 0
- Czy ma Pan/Pani trudności z powstrzymaniem się od palenia w miejscach, w których jest to zakazane?
  - tak - 1
  - nie - 0
- Z którego papierosa jest Panu/Pani najtrudniej zrezygnować?
  - Z pierwszego  - 1
  - Z każdego innego - 0
- Ile papierosów wypala Pan/Pani w ciągu dnia?
  - mniej niż 11 - 0
  - 11 - 20 - 1
  - 21-30 - 2
  - powyżej 31 -3
- Czy częściej pali Pan/Pani papierosy w ciągu pierwszych godzin po przebudzeniu, niż w pozostałej części dnia?
  - tak - 1
  - nie - 0
- Czy pali Pan/Pani papierosy nawet wtedy, kiedy jest Pan/Pani tak chory/a że musi Pan/Pani leżeć w łóżku przez większość dnia?
  - tak - 1
  - nie - 0[1]

Interpretacja wyników:
- suma punktów 0 - 3 świadczy o niskim stopniu uzależnienia od nikotyny
- suma punktów 4 - 6 świadczy o średnim stopniu uzależnienia od nikotyny
- suma punktów powyżej 6 punktów świadczy o silnym stopniu uzależnienia od nikotyny.

Silny stopień uzależnienia jest wskazaniem do leczenia zastępczego w trakcie odzwyczajania się od nałogu palenia.